# Kőszárhegy
Kőszárhegy je vas na Madžarskem, ki upravno spada pod podregijo Székesfehérvári Županije Fejér.